# Michael Hansen (chanteur)
Pour les articles homonymes, voir Michael Hansen et Hansen.
Michael Hansen, de son vrai nom Klaus Schibilsky (né le 11 décembre 1940 à Güstrow et mort le 15 juillet 2023), est un chanteur allemand.

## Biographie
Enfant, Michael Hansen apprend le piano, la guitare et la basse. Il chante de la musique classique avec le chœur universitaire de Rostock. Il étudie à la faculté technique de l'université de Rostock et a son diplôme d'ingénieur diplômé en ingénierie marine en 1967. Déjà en tant qu'étudiant, il chante en 1966 avec succès à la Rundfunk der DDR et sort la même année son premier titre Spiel nicht mit dem Glück. Il fonde son propre groupe de divertissement et de jazz, Studiosi-Quintett. Son premier titre chez Amiga est Da sag ich nicht nein.
Après son diplôme, Hansen travaille comme ingénieur au Neptun Werft à Rostock. Pendant ses loisirs, il continue à faire de la musique. En 1966, il prend le nom de scène de Michael Hansen. Il commence à écrire et composer. Il s'installe à Berlin-Adlershof à l'ensemble de divertissement de télévision.
Pour donner un nouvel élan aux prestations, il fonde avec trois dames du ballet télévisé le groupe Michael Hansen & die Nancies. Les quatre artistes offrent un vaste répertoire de musique légère et, en incluant le folklore d'Amérique latine et de Russie, ils ont beaucoup de succès en RDA et à l'étranger. Pendant leurs tournées, ils chantent souvent des titres dans la langue locale.
En 1973, Hansen acquiert une parcelle de terrain à Wandlitz et construit une maison traditionnelle au toit de chaume avec l'aide d'amis et de parents. « Nancy » Susanne devient son épouse en août 1976. Elle meurt début août 2008 sur le Darß lors d'une sortie en famille.
Dans les années 1980, Hansen devient président de la section des interprètes vocaux au sein du Comité des arts du spectacle de la RDA. Après le changement politique en RDA, Hansen gère un studio d'enregistrement privé à Wandlitz, où il accueille notamment Lili Ivanova, Dagmar Frederic, Roberto Blanco et Gisela May.
Dans son lieu de résidence, Hansen s'implique dans la protection de l'environnement et un des fondateurs du comité de tourisme de Barnim. Il est manager de l'International Bund au Bogensee, qui succède à l’ancienne institution éducative de la FDJ. Après la faillite de cette institution, Hansen apparaît avec sa femme avec des chansons pop, du jazz, du rock et du folklore sur des navires de croisière.
Sur proposition de Heiko Reissig, fondateur du festival musical Elblandfestspiele Wittenberge, Michael Hansen devient président de la société du festival.
En 2004, Michael Hansen fonde le KinderMusicalTheater à Berlin, en collaboration avec d’autres professionnels du théâtre, qu’il continue de soutenir aujourd’hui en tant que directeur musical, compositeur et conférencier.

## Discographie
Albums
- 1978 : Michael Hansen (Amiga)
- 1989 : Leben und lieben (Amiga)
- 1997 : Musik ist die Welt
- 2002 : Mann, wo ist die Zeit geblieben

Singles
- 1968 : Der alte Fischer (Horst Krüger) / Bei dir ist alles anders
- 1968 : Freu dich (Gerd Michaelis Chor) / Dich hat die Liebe für mich bestimmt
- 1968 : Das kann doch jedem mal passieren (Volkmar Böhm) / Da sag’ ich nicht nein
- 1969 : Der Zug fährt ab / Flocken fallen (deux duos avec Ina Martell)
- 1969 : Der erste Tanz (Ina Martell) / Ich hab’ ihr Blumen mitgebracht
- 1970 : Morgen komm’ ich zu dir / Keine ist wie du
- 1970 : Nur aus Spaß / Geh mit mir durch den Winterwald
- 1973 : Liebe für immer / Sing so wie wir
- 1973 : Ich laß mir meine Liebe nicht nehmen / Du, ich komme wieder
- 1974 : Es lag nicht am Mai / So lieb sind am Anfang doch alle
- 1975 : Lena / Regen fällt in meine Welt
- 1975 : Ich find’ immer wieder zu dir / Liebe, was ist Liebe
- 1978 : Morgen ist ein neuer Tag / Solang’ die Liebe bleibt

## Source de la traduction
- (de) Cet article est partiellement ou en totalité issu de l’article de Wikipédia en allemand intitulé « Michael Hansen (Sänger, 1940) » (voir la liste des auteurs).